# ديبنهامز
ديبنهامز (بالإنجليزية: Debenhams)‏؛ هي شركة عالمية متخصصة للبيع بالتجزئة. الشركة تأسست قديماً عام 1778 في إنجلترا وتغير الاسم أكثر من مرة نظرا لتداخل الشراكة وتمتلك الشركة فروعاً في أكثر من 21 دولة وتمتلك الشركة واسعة الانتشار 153 فرعاً في إنجلترا وأيرلندا فقط.

## الفروع العالمية

### مصر

كان بدايه وخطوة جديده لتوسع شركه Debenhams ديبنهامز العالمية للازياء والموضة سيكون ديبنهامز الإسكندرية أول فرع للشركه في مصر وأفريقيا والمتجر مبني علي مساحه 1500 مترا. وهو متواجد بسيتى سنتر الأسكندريه.

### فروع أخرى
- إيران
- ماليزيا
- الكويت
- قطر
- السعودية
- تركيا
- الإمارات العربية المتحدة
- أيرلندا
- الهند
- الأردن
- البحرين